# Hugues de La Tour d'Auvergne-Lauraguais
Hugues-Robert-Jean-Charles de La Tour d'Auvergne-Lauraguais (né le 17 août 1768 à Auzeville et mort le 20 juillet 1851 à Arras) est un cardinal français du XIXe siècle.

## Biographie
Hugues La Tour d'Auvergne-Lauraguais naît le 14 ou le 17 août 1768 dans le château d'Auzeville, près de Toulouse. Il est ordonné prêtre le 24 juin 1792 à l'âge de 23 ans. Devenu vicaire d'Amiens, il est nommé évêque d'Arras le 29 avril 1802. Sa promotion est alors favorisée par la protection de Jacques-André Émery, l'influent supérieur de la compagnie de Saint-Sulpice. Sacré le 16 mai 1802, il prend possession de son diocèse le 5 juin suivant. Alors âgé de seulement 32 ans, il est le plus jeune prêtre de son diocèse, où les ordinations ont été interrompues pendant la décennie révolutionnaire.  
Le 25 septembre 1802, La Tour d'Auvergne rétablit le chapitre de la cathédrale d'Arras, où il conserve les dignités de la cathédrale d'Ancien Régime. Sous la Révolution, la cathédrale Notre-Dame-en-Cité avait été détruite ; il obtient donc de l'empereur Napoléon Ier que l'ancienne église de l'abbaye Saint-Vaast d'Arras obtienne le rang de cathédrale : c'est la cathédrale Notre-Dame-et-Saint-Vaast, dont les travaux durèrent encore plusieurs décennies.
L'évêque réorganise également le tissu paroissial de son diocèse en favorisant les anciens prêtres réfractaires aux dépens des constitutionnels, qui n'obtiennent que 13 cures sur 43. La ville d'Arras compte désormais six paroisses,. En 1806, le prélat compose un nouveau propre des saints du diocèse d'Arras ; il manifeste alors sa préférence pour le rite parisien.  
Le 6 juin 1833, il consacre la cathédrale Saint-Vaast. Le pape Grégoire XVI le créé cardinal lors du consistoire du 23 décembre 1839. La même année, il pose la première pierre de l'église Saint-Nicolas-en-Cité d'Arras.
En 1840, il décline sa nomination comme archevêque de Paris. Le 16 avril 1846, il est nommé cardinal-prêtre de Sainte-Agnès-hors-les-Murs. Cependant, à la mort du pape Grégoire XVI, il ne parvient pas à rejoindre Rome à temps et ne peut prendre part au conclave de 1846.
Pendant ses 49 années d'épiscopat, le cardinal de La Tour d'Auvergne ordonne 1 214 prêtres. 
La Tour d'Auvergne apparaît comme un évêque concordataire très souple vis-à-vis des régimes politiques qui se succèdent pendant son long épiscopat, autoritaire et impulsif vis-à-vis de son clergé, attaché au gallicanisme épiscopal et hostile aux idées mennaisiennes, doué d'une grande puissance de travail qu'il met au service de la restauration de son diocèse. 
Il décède le 20 juillet 1851 à Arras, à l'âge de 82 ans. Son monument funéraire figurant un orant, œuvre du sculpteur Émile Thomas, est exposé dans la chapelle de la Vierge de la cathédrale Notre-Dame-et-Saint-Vaast d'Arras. 
Son neveu est le futur archevêque de Bourges Charles-Amable de La Tour d'Auvergne-Lauraguais (1826-1879). 

## Distinction
- Grand-croix de la Légion d'honneur (26 avril 1843)[5]